# Supercup 2023 (basketbal)
De wedstrijd om de Supercup op 17 september 2023 was de 12e editie van de Supercup in het Nederlandse basketbal. Gastheer was de regerend landskampioen Zorg en Zekerheid Leiden uit Leiden. Tegenstander was Landstede Hammers uit Zwolle. Leiden won voor de vierde maal de supercup. Voor de negende keer werd de wedstrijd gewonnen door de landskampioen.

## Wedstrijd
| 17 september 2023 14.00 Finale Supercup | Zorg en Zekerheid Leiden                                                | 62–57   | Landstede Hammers                                       | Vijf Meihal, Leiden                                                                         |  |
| 17 september 2023 14.00 Finale Supercup | Roeland Schaftenaar (17) Roeland Schaftenaar (7) Maarten Bouwknecht (6) | Verslag | Jack Pagenkopf (12) Michal Kozák (7) Jack Pagenkopf (8) | Kwartstanden: 13–14, 19–16, 10–9, 20–18 Scheidsrechters: N. Zwiep, M. Shouman en J. van Dam |  |
| 17 september 2023 14.00 Finale Supercup |                                                                         |         |                                                         |                                                                                             |  |
|                                         |                                                                         |         |                                                         |                                                                                             |  |

| Zorg en Zekerheid Leiden | Landstede Hammers |

| Supercup 2023                         |
| ------------------------------------- |
| Zorg en Zekerheid Leiden Vierde titel |